# Пародія

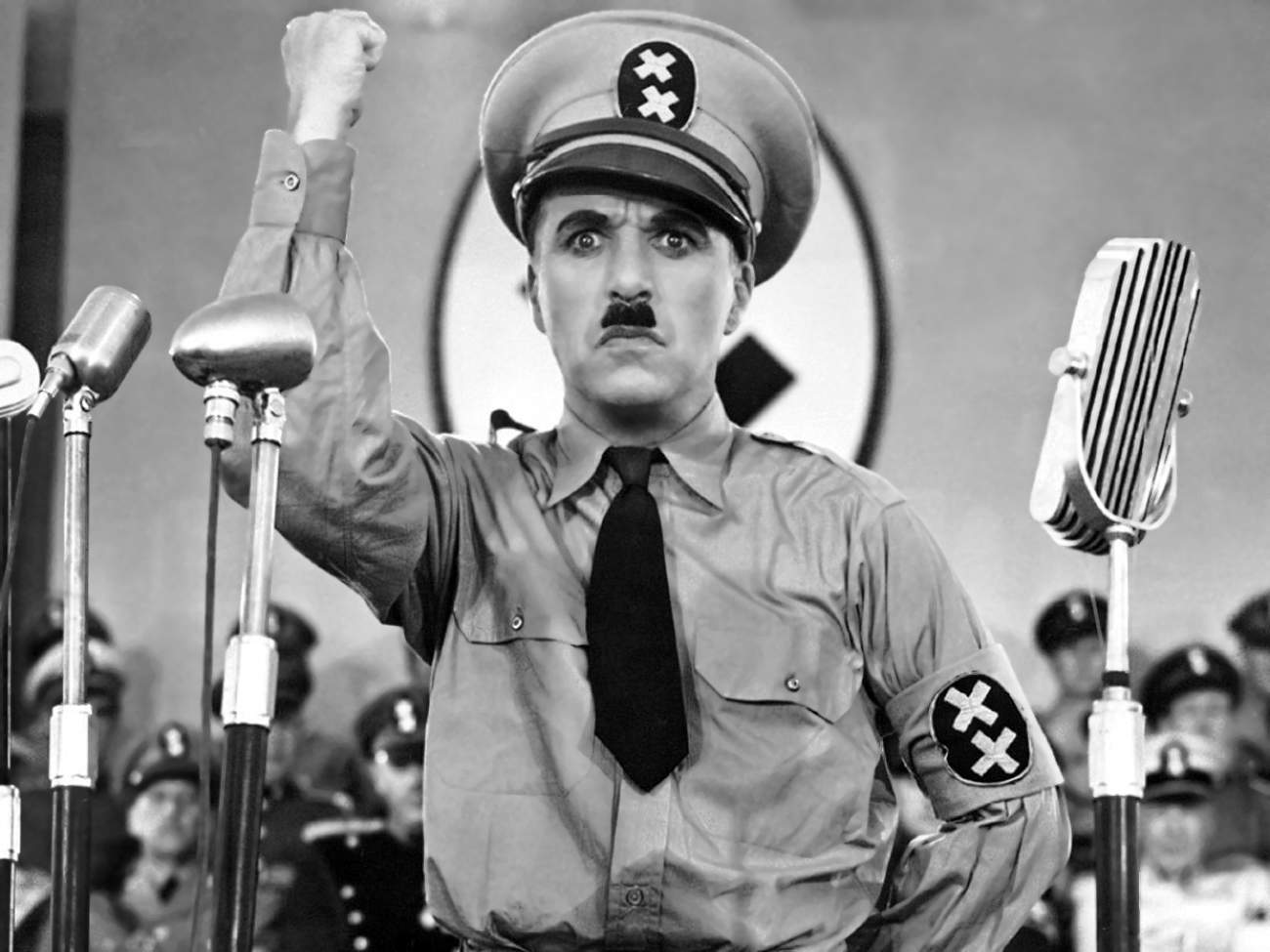
Пародія Ч. Чапліна на А. Гітлера

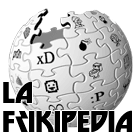
Логотип Фрикопедії, пародії на Вікіпедію

Паро́дія (від дав.-гр. παρά, досл. «біля», «окрім», «проти» + давньогрецька ᾠδή, досл. «пісня») — у літературі та інших видах мистецтва (кіно, театрі, інколи в музиці та живописі) — комічне наслідування художнього твору чи групи творів, зосереджене на стилі, тематиці, загалом поетиці конкретного тексту.
Пародія в перебільшеному вигляді відтворює характерні особливості оригіналу. Зазвичай вона навмисне будується на невідповідності стилістичного і тематичного планів тесту: наприклад, «низький» предмет описується «високим» стилем («бурлеск»), а «високий» — низьким стилем («травестія»). Пародія існує практично в усіх видах мистецтва: літературі, кінематографі, музиці, образотворчому, естрадному та цирковому мистецтві.

## Характерні риси
Пародія полягає в невідповідності стилю тематиці мовлення, що досягається імітацією творчої манери, образного ладу, композиційної структури оригінального тексту. Об'єктом пародії може бути як художній твір, так і наукова праця, концепція, традиція чи державна політика.
На відміну від стилізації та звичайного наслідування, пародія переінакшує оригінальний твір, надаючи йому дивного, несерйозного змісту. Через це пародія іноді визначається як антижанр. Від містифікації відрізняється присутністю явних посилань на першоджерела. Сприйняття пародії передбачає впізнавання пародійованого тексту. Пародія завжди вторинна щодо нього.

## Історія

Плакат, що запрошує волонтерів до козацької армії. «А ти записався добровольцем?». Пародія на плакат Червоної армії

Запровадили пародію давньогрецький письменник Гіппонакт з Ефесу (VI ст. до н. е.) і Гегемон із Тазосу («Гігантомахія», V ст. до н. е.). Відомими античними пародіями були «Батрахоміомахія» — пародія на «Іліаду» Гомера, а також «Циклоп» Евріпіда — пародія на «Одіссею» Гомера, «Жаби» Арістофана — пародія на трагедії Евріпіда («Телеф» та ін.), його ж «Хмари» — на твори Сократа і софістів, менніпова сатира тощо.
Досвід античних письменників розвинули представники Каролінзького відродження («Бенкет Кіпріана»), ваганти («Найп'янійша літургія», «Ізенгрім» Ніварда Гентського тощо), оповідачі поеми про Лиса Ренара, учасники середньовічних карнавалів, Еразм Роттердамський («Похвала Глупоті»), Вільям Шекспір (висміювання «високого стилю» у деяких епізодах «Гамлета»), Франсуа Рабле («Гаргантюа і Пантагрюель»), Джонатан Свіфт («Мандри Гуллівера») та ін. У творі «Дон Кіхот» Мігеля де Сервантеса спародійована схема середньовічного лицарського роману, «Екстравагантний пастух» Шарля Сореля — пародія на галантні пасторалі, «Смішні манірниці» Мольєра — на преціозну літературу, «Метаморфози образу Пігмаліона» Джона Марстона — на поему «Венера й Адоніс» Вільяма Шекспіра. Реалісти (Козьма Прутков, «Бурлески» Вільяма Теккерея, «Романи в найкоротшому викладі» Френсіса Брета Гарта, п'єси Ежена Лабіша, Ежена Скріба та ін.) писали пародії на доробок романтиків. Траплялися випадки, коли письменники просили інших написати пародії на свої твори, або робили це самі. Так, Алекандр Дюма-батько спародіював у «Дворі короля Пето» власну драму «Генріх II та його двір». До прийому такої інтертекстуальності зверталися Джеймс Джойс («Улісс»), Карл Моргенштерн («Пісні вішальника», «Пальмштрем»), Карел Чапек («Оповідання з однієї кишені», «Оповідання з іншої кишені»), Стівен Лікок («Безглузді романи», «Божевільна белетристика»), Фрідьєш Карінті («Ось як ви пишете»), Акутагава Рюноске («Нанкінський Христос») та ін. Пародія стала одним із важливих компонентів авангардизму, її використовували футуристи, дадаїсти, сюрреалісти, представники драми абсурду та ін.
До пародії близькі, і часто вдаються до пародіювання, скомороство, вертеп, ляльковий театр.
Серед відомих фільмів-пародій: «Молодий Франкенштейн» (пародія на класичні фільми жахів), «Голий пістолет» (на фільми про Джеймса Бонда), «Аероплан!» (на фільми-катастрофи), «Виблискуючі сідла» (на вестерни), «Це спінальна пункція» (пародія на документальні фільми та рок-музику), «Монті Пайтон і Священний Грааль» (на Артуріану), «Життя Браяна» (пародія на релігійний фанатизм), «Важка хода: історія Дьюї Кокса», «Круті фараони» (на фільми про поліцію), «Остін Паверс» (на бондіану), «Зомбі на ім'я Шон» (на фільми про зомбі-апокаліпсис), «Дедпул» (на супергероїку), «Борат» (на уявлення про країни третього світу та їхню політику).
З розвитком відеоігор виникли пародії на них: Earthworm Jim (пародія на платформери), Saints Row (пародія на серію Grand Theft Auto), Moon: Remix RPG Adventure (на рольові ігри), Conker's Bad Fur Day (на тривимірні платформери), Segagaga (пародія на ігри від Sega), Hatoful Boyfriend (на симулятори побачень).

## Пародія в українській культурі
Вагоме місце пародія посідає в українському фольклорі, зокрема у низовому козацькому бароко. За спостереженням Григорія Нудьги («Українська літературна пародія», 1963), пародія у давній українській літературі започаткована в XVI ст. Першим її зразком вважається вірш «Еlegia Аlехіі» Феофана Прокоповича. Відомий такий піджанр українського фольклору, як пародійні думи, в яких висміюються нагативні риси характеру людей: «Дума про Чабана», «Вареницька невольницька», «Дума про Михія», «Дума про Микитку». Деякі з них є пародіями на серйозні думи. Так, у «Вареницькій невольницькій» наслідується «Дума про плач невільників», але в ролі невільників виступають вареники. Існує різновид народної драми «весілля-пародія», що іноді включається до перебігу справжнього весілля.
Пародія присутня у творчості мандрівних дяків, Івана Котляревського, Петра Гулака-Артемовського, Павла Білецького-Носенка, Володимира Самійленка, Василя Еллана, Остапа Вишні, Майка Йогансена та ін. До пародії зверталися неоавангардисти, зокрема представники Бу-Ба-Бу, які висміювали псевдохудожні зразки соцреалізму та соцарту.
У популярній музиці примітні пародії на музичні відео українських і зарубіжних виконавців. Наприклад, кліп гурту «Сен-Тропе» — «Відлік» (пародія на кліп гурту «ONUKA» — «Vidlik»), «Рожаниця» — «Де ж те сито?» (пародія на «Despacito» Луїса Фонсі та Дедді Янкі).